# Michelia alba
Michelia alba là một loài thực vật có hoa trong họ Magnoliaceae. Loài này được DC. mô tả khoa học đầu tiên năm 1818.